# Hauptstrasse 11
Die Hauptstrasse 11 ist eine Hauptstrasse in der Schweiz.
Sie führt von Vionnaz im Kanton Wallis nach Wassen im Kanton Uri. Die von ihr durchquerten Landschaften in den Alpen haben vorwiegend gebirgigen Charakter.

## Verlauf
Die Strasse beginnt in Vionnaz im Kanton Wallis an der von Saint-Gingolph kommenden Hauptstrasse 21. Sie führt via Aigle über den Col des Mosses (1445 m ü. M.) nach Château-d’Oex, wo die Hauptstrasse 190 nach Bulle abzweigt, und ins Berner Oberland nach Zweisimmen.
Sie führt dann, zusammen mit der Hauptstrasse 6, südlich des Thunersees und nördlich des Brienzersees nach Meiringen. Von Innertkirchen aus überquert die Strasse den Sustenpass auf der Höhe von 2224 m ü. M. In Wassen endet die Strasse an der Gotthardstrasse, wo sie in die Hauptstrasse 2 mündet.
Die Gesamtlänge dieser, bis auf ein kurzes vierspuriges Teilstück bei Aigle, ganz überwiegend nicht-richtungsgetrennten Durchgangsstrasse beträgt rund 201 Kilometer.